# Médard Chouart des Groseilliers
Médard Chouart des Groseiliers (Charly-sur-Marne, 1618 – Trois-Rivières, 1696) è stato un esploratore francese.

## Biografia
Battezzato il 31 luglio 1618 nella parrocchia di Charly-sur-Marne, Chouart des Grosseilliers era figlio di Médard Chouart e di Marie Poirier. Raggiunse la Nuova Francia nel 1641. Attorno al 1646 era nella tribù degli Huroni assieme ai missionari Gesuiti. Tra il 1654 e il 1656 esplorò la regione settentrionale dell'attuale stato canadese dell'Ontario. Fu inoltre uno dei primi visitatori a raggiungere il Lago Superiore. I Nativi americani lo informarono dell'enorme quantità di pellicce nelle zone a nord-ovest.
Nel 1659, assieme a Pierre-Esprit Radisson, del quale aveva sposato la sorella, ritornò nella zona del Lago Superiore. Nel 1660 ritornarono nella Nuova Francia, con un'enorme quantità di pellicce trasportate su un centinaio di canoe ma la merce fu confiscata e i due uomini furono arrestati dalle autorità francesi, poiché non avevano il permesso di commerciare.
Così Des Grosseilliers si recò in Francia per ottenere giustizia e per interessare le autorità francesi a sviluppare il commercio delle pellicce nel Nord-Ovest, ma avendo fallito la sua missione, partì per Boston, insieme a Radisson, per coinvolgere le autorità inglesi nelle sue spedizioni. Dopo aver incontrato il colonnello George Cartwright, interessato all'idea, li porto in Inghilterra e li presentò alla corte del re Carlo II.
Nel giugno 1668 partirono dall'Inghilterra con due navi mercantili noleggiate dal principe Rupert, con destinazione la Baia di Hudson, viaggiando verso nord. Questa nuova via, più corta, eliminava la necessità di passare per il fiume San Lorenzo, controllato dai francesi. Una delle due navi, proprio quella in cui era imbarcato Chouart des Grosseilliers, ebbe un'avaria e dovette tornare in Inghilterra. Dopo questa missione, venne fondata la Compagnia della Baia di Hudson, di cui Chouart des Grosseilliers fece parte.
Nel 1674, i due esploratori, insoddisfatti dal trattamento della Compagnia, vennero convinti dal gesuita francese Charles Albanel a ritornare in Francia. Tuttavia vennero ricevuti freddamente dal governatore Frontenac. Nel 1682 parteciparono a una missione di riconquista della baia di Hudson per conto della Francia.
Des Grosseilliers e il cognato Radisson furono considerati dei traditori dalle autorità francesi, ma il primo fu autorizzato a ritornare in Nuova Francia. In seguito aiutò i francesi nelle loro spedizioni militari contro gli inglesi. Si stabilì a Trois-Rivières dove morì nel 1696.